# Eishockey-Weltmeisterschaft der U18-Junioren 2004
Die 6. Eishockey-Weltmeisterschaften der U18-Junioren der Internationalen Eishockey-Föderation IIHF waren die Eishockey-Weltmeisterschaften des Jahres 2004 in der Altersklasse der Unter-Achtzehnjährigen (U18). Insgesamt nahmen zwischen dem 1. März und 18. April 2004 41 Nationalmannschaften an den sechs Turnieren der Top-Division sowie der Divisionen I bis III teil.
Der Weltmeister wurde zum zweiten Mal die Mannschaft Russlands, die im Finale den Erzrivalen aus den Vereinigten Staaten mit 3:2 bezwingen konnte. Die deutsche Mannschaft konnte sich mit dem Sieg in der Gruppe B der Division I den Aufstieg in die Top-Division – aus der sie 2002 abgestiegen war – sichern, die Schweiz belegte den ersten Platz in der Gruppe A der Division I und stieg somit ebenfalls wieder in die Division I auf. Österreich wurde Dritter in der Gruppe A der Division I.

## Teilnehmer, Austragungsorte und -zeiträume
- Top-Division: 8. bis 18. April 2004 in Minsk, Belarus
Teilnehmer:  Belarus,  Dänemark (Aufsteiger),  Finnland,  Kanada (Titelverteidiger),  Norwegen (Aufsteiger),  Russland,  Schweden,  Slowakei,  Tschechien,  USA

- Division I
  - Gruppe A: 27. März bis 2. April 2004 in Amstetten, Österreich
Teilnehmer:  Lettland,  Österreich,  Polen,  Slowenien,  Rumänien (Aufsteiger),  Schweiz (Absteiger)
  - Gruppe B: 29. März bis 4. April 2004 in Asiago, Italien
Teilnehmer:  Deutschland,  Frankreich,  Italien,  Japan,  Kasachstan (Absteiger),  Südkorea (Aufsteiger)

- Division II
  - Gruppe A: 28. März bis 3. April 2004 in Debrecen, Ungarn
Teilnehmer:  Belgien,  Island (Aufsteiger),  Niederlande,  Spanien,  Ukraine (Absteiger),  Ungarn
  - Gruppe B: 1. bis 7. März 2004 in Elektrėnai und Kaunas, Litauen
Teilnehmer:  Australien (Aufsteiger),  Estland,  Großbritannien (Absteiger),  Kroatien,  Litauen,  Serbien und Montenegro

- Division III: 6. bis 14. April 2004 in Sofia, Bulgarien
Teilnehmer:  Bosnien und Herzegowina,  Bulgarien (Absteiger),  Israel,  Mexiko,  Neuseeland,  Südafrika (Absteiger),  Türkei

## Top-Division
Die U18-Weltmeisterschaft wurde vom 8. bis zum 18. April 2004 in der belarussischen Hauptstadt Minsk ausgetragen. Gespielt wurde im Sportpalast Minsk (3.311 Plätze) sowie dem Eispalast Minsk mit 1.823 Plätzen.
Am Turnier nahmen zehn Nationalmannschaften teil, die in zwei Gruppen zu je fünf Teams spielten. Den Weltmeistertitel sicherte sich Russland, das im Finale knapp mit 3:2 gegen die Vereinigten Staaten gewann. Es war der zweite Titel für die Russen.
| Gruppe A | Gruppe B   |
| -------- | ---------- |
| Kanada   | Slowakei   |
| USA      | Russland   |
| Schweden | Tschechien |
| Belarus  | Finnland   |
| Dänemark | Norwegen   |

### Modus
Nach den Gruppenspielen der Vorrunde qualifizieren sich die beiden Gruppenersten direkt für das Halbfinale. Die Gruppenzweiten und -dritten bestreiten je ein Qualifikationsspiel zur Halbfinalteilnahme. Die Vierten und Fünften der Gruppenspiele bestreiten – bei Mitnahme des Ergebnisses der direkten Begegnung aus der Vorrunde – die Abstiegsrunde und ermitteln dabei zwei Absteiger in die Division I.

### Austragungsorte
| \| Minsk \|                          |
| Austragungsort der Weltmeisterschaft |
| Minsk                                |

| Minsk |

### Vorrunde

#### Gruppe A
| 8. April 2004 15:00 Uhr  | Dänemark | 2:5 (0:0, 1:3, 1:2) | USA      | Sportpalast, Minsk Zuschauer: 1.200 |
| 8. April 2004 19:00 Uhr  | Schweden | 0:5 (0:1, 0:1, 0:3) | Kanada   | Sportpalast, Minsk Zuschauer: 3.400 |
| 9. April 2004 19:00 Uhr  | Belarus  | 1:4 (0:1, 1:2, 0:1) | Dänemark | Sportpalast, Minsk Zuschauer: 3.500 |
| 10. April 2004 15:00 Uhr | USA      | 6:2 (3:0, 3:1, 0:1) | Schweden | Sportpalast, Minsk Zuschauer: 3.000 |
| 10. April 2004 19:00 Uhr | Kanada   | 7:2 (3:1, 2:1, 2:0) | Belarus  | Sportpalast, Minsk Zuschauer: 3.500 |
| 11. April 2004 17:00 Uhr | Dänemark | 1:2 (1:1, 0:1, 0:0) | Kanada   | Sportpalast, Minsk Zuschauer: 3.150 |
| 12. April 2004 15:00 Uhr | Schweden | 2:1 (0:0, 1:0, 1:1) | Dänemark | Sportpalast, Minsk Zuschauer: 2.800 |
| 12. April 2004 19:00 Uhr | USA      | 9:0 (2:0, 4:0, 3:0) | Belarus  | Sportpalast, Minsk Zuschauer: 3.500 |
| 13. April 2004 15:00 Uhr | Kanada   | 1:2 (0:0, 1:0, 0:2) | USA      | Sportpalast, Minsk Zuschauer: 3.200 |
| 13. April 2004 19:00 Uhr | Belarus  | 0:4 (0:2, 0:0, 0:2) | Schweden | Sportpalast, Minsk Zuschauer: 3.500 |

| Pl. |          | Sp | S | U | N | Tore  | Punkte |
| 1.  | USA      | 4  | 4 | 0 | 0 | 22:05 | 8      |
| 2.  | Kanada   | 4  | 3 | 0 | 1 | 15:05 | 6      |
| 3.  | Schweden | 4  | 2 | 0 | 2 | 08:12 | 4      |
| 4.  | Dänemark | 4  | 1 | 0 | 3 | 08:10 | 2      |
| 5.  | Belarus  | 4  | 0 | 0 | 4 | 03:24 | 0      |

Abkürzungen: Pl. = Platz, Sp = Spiele, S = Siege, U = Unentschieden, N = Niederlagen

Erläuterungen: Halbfinalqualifikant, Viertelfinalqualifikant, Abstiegsrundenqualifikant

#### Gruppe B
| 8. April 2004 15:00 Uhr  | Norwegen   | 4:8 (1:2, 1:3, 2:3) | Russland   | Eispalast, Minsk Zuschauer: 1.400 |
| 8. April 2004 19:00 Uhr  | Tschechien | 1:1 (0:0, 1:0, 0:1) | Slowakei   | Eispalast, Minsk Zuschauer: 1.400 |
| 9. April 2004 15:00 Uhr  | Finnland   | 9:0 (1:0, 4:0, 4:0) | Norwegen   | Eispalast, Minsk Zuschauer: 1.750 |
| 10. April 2004 15:00 Uhr | Russland   | 1:1 (0:0, 1:0, 0:1) | Tschechien | Eispalast, Minsk Zuschauer: 1.800 |
| 10. April 2004 19:00 Uhr | Slowakei   | 2:2 (0:1, 1:1, 1:0) | Finnland   | Eispalast, Minsk Zuschauer: 1.100 |
| 11. April 2004 15:00 Uhr | Norwegen   | 2:8 (0:2, 1:2, 1:4) | Slowakei   | Eispalast, Minsk Zuschauer: 1.800 |
| 12. April 2004 15:00 Uhr | Tschechien | 7:0 (4:0, 1:0, 2:0) | Norwegen   | Eispalast, Minsk Zuschauer: 1.600 |
| 12. April 2004 19:00 Uhr | Russland   | 5:2 (2:0, 0:1, 3:1) | Finnland   | Eispalast, Minsk Zuschauer: 2.000 |
| 13. April 2004 15:00 Uhr | Finnland   | 1:1 (1:0, 0:0, 0:1) | Tschechien | Eispalast, Minsk Zuschauer: 1.700 |
| 13. April 2004 19:00 Uhr | Slowakei   | 2:2 (2:0, 0:1, 0:1) | Russland   | Eispalast, Minsk Zuschauer: 1.750 |

| Pl. |            | Sp | S | U | N | Tore  | Punkte |
| 1.  | Russland   | 4  | 2 | 2 | 0 | 16:09 | 6      |
| 2.  | Tschechien | 4  | 1 | 3 | 0 | 10:03 | 5      |
| 3.  | Slowakei   | 4  | 1 | 3 | 0 | 13:07 | 5      |
| 4.  | Finnland   | 4  | 1 | 2 | 1 | 14:08 | 4      |
| 5.  | Norwegen   | 4  | 0 | 0 | 4 | 06:32 | 0      |

Abkürzungen: Pl. = Platz, Sp = Spiele, S = Siege, U = Unentschieden, N = Niederlagen

Erläuterungen: Halbfinalqualifikant, Viertelfinalqualifikant, Abstiegsrundenqualifikant

### Abstiegsrunde
| 15. April 2004 15:00 Uhr | Dänemark | 7:4 (3:1, 0:1, 4:2) | Norwegen | Eispalast, Minsk Zuschauer: 1.500 |
| 15. April 2004 19:00 Uhr | Finnland | 5:2 (2:1, 2:0, 1:1) | Belarus  | Eispalast, Minsk Zuschauer: 1.600 |
| 16. April 2004 15:00 Uhr | Dänemark | 1:4 (1:2, 0:1, 0:1) | Finnland | Eispalast, Minsk Zuschauer: 1.600 |
| 16. April 2004 19:00 Uhr | Belarus  | 4:3 (0:1, 1:1, 3:1) | Norwegen | Eispalast, Minsk Zuschauer: 1.500 |

| Pl. |          | Sp | S | U | N | Tore  | Punkte |
| 1.  | Finnland | 3  | 3 | 0 | 0 | 18:03 | 6      |
| 2.  | Dänemark | 3  | 2 | 0 | 1 | 12:09 | 4      |
| 3.  | Belarus  | 3  | 1 | 0 | 2 | 07:12 | 2      |
| 4.  | Norwegen | 3  | 0 | 0 | 3 | 07:20 | 0      |

Anmerkung: Die Vorrundenspiele  Belarus –  Dänemark (1:4) und  Finnland –  Norwegen (9:0) sind in die Tabelle eingerechnet.

Abkürzungen: Pl. = Platz, Sp = Spiele, S = Siege, OTS = Siege nach Verlängerung (Overtime) oder Penaltyschießen, OTN = Niederlagen nach Verlängerung oder Penaltyschießen, N = Niederlagen

Erläuterungen: Absteiger in die Division I

### Finalrunde
|  | Viertelfinale    | Viertelfinale | Viertelfinale |    |          | Halbfinale | Halbfinale | Halbfinale |    |            | Finale           | Finale           | Finale           |
|  |                  |               |               |    |          |            |            |            |    |            |                  |                  |                  |
|  |                  |               |               |    |          | A1         | USA        | 3          |    |            |                  |                  |                  |
|  | B2               | Tschechien    | 5             |    |          | B2         | Tschechien | 2          |    |            |                  |                  |                  |
|  | A3               | Schweden      | 1             |    |          |            |            |            |    | A1         | USA              | 2                |                  |
|  |                  |               |               |    | B1       | Russland   | 3          |            |    |            |                  |                  |                  |
|  |                  |               |               | B1 | Russland | 5          |            |            |    |            |                  |                  |                  |
|  | A2               | Kanada        | 3             |    |          | A2         | Kanada     | 2          |    |            | Spiel um Platz 3 | Spiel um Platz 3 | Spiel um Platz 3 |
|  | B3               | Slowakei      | 1             |    |          |            |            |            | B2 | Tschechien | 3                |                  |                  |
|  |                  |               |               | A2 | Kanada   | 2          |            |            |    |            |                  |                  |                  |
|  |                  |               |               |    |          |            |            |            |    |            |                  |                  |                  |
|  | Spiel um Platz 5 |               |               |    |          |            |            |            |    |            |                  |                  |                  |
|  | B3               | Slowakei      | 4             |    |          |            |            |            |    |            |                  |                  |                  |
|  | A3               | Schweden      | 5             |    |          |            |            |            |    |            |                  |                  |                  |

#### Viertelfinale
| 15. April 2004 15:00 Uhr | Kanada     | 3:1 (2:0, 0:1, 1:0) | Slowakei | Sportpalast, Minsk Zuschauer: 3.200 |
| 15. April 2004 19:00 Uhr | Tschechien | 5:1 (1:1, 2:0, 2:0) | Schweden | Sportpalast, Minsk Zuschauer: 3.300 |

#### Spiel um Platz 5
| 17. April 2004 15:00 Uhr | Slowakei | 4:5 (2:2, 1:2, 1:1) | Schweden | Sportpalast, Minsk Zuschauer: 3.000 |

#### Halbfinale
| 16. April 2004 15:00 Uhr | USA      | 3:2 (1:0, 2:2, 0:0) | Tschechien | Sportpalast, Minsk Zuschauer: 3.400 |
| 16. April 2004 19:00 Uhr | Russland | 5:2 (3:1, 1:0, 1:1) | Kanada     | Sportpalast, Minsk Zuschauer: 3.500 |

#### Spiel um Platz 3
| 18. April 2004 13:00 Uhr | Tschechien | 3:2 (1:0, 1:2, 1:0) | Kanada | Sportpalast, Minsk Zuschauer: 3.500 |

#### Finale
| 18. April 2004 17:00 Uhr | USA | 2:3 (1:0, 0:1, 1:2) | Russland | Sportpalast, Minsk Zuschauer: 3.500 |

### Statistik

#### Beste Scorer
Abkürzungen: Sp = Spiele, T = Tore, V = Assists, Pkt = Punkte, +/− = Plus/Minus, SM = Strafminuten; Fett: Turnierbestwert
| Spieler            | Mannschaft | Sp | T | V | Pkt | +/− | SM |
| ------------------ | ---------- | -- | - | - | --- | --- | -- |
| Lauri Korpikoski   | Finnland   | 6  | 5 | 6 | 11  | +7  | 2  |
| Petteri Nokelainen | Finnland   | 6  | 5 | 6 | 11  | +5  | 16 |
| Lauri Tukonen      | Finnland   | 6  | 5 | 6 | 11  | +7  | 10 |
| Roman Woloschenko  | Russland   | 6  | 5 | 6 | 11  | +6  | 18 |
| Phil Kessel        | USA        | 6  | 7 | 3 | 10  | +3  | 6  |
| Peter Regin        | Dänemark   | 6  | 5 | 4 | 9   | +6  | 0  |
| Roman Tománek      | Slowakei   | 6  | 7 | 1 | 8   | +6  | 6  |
| Jewgeni Malkin     | Russland   | 6  | 4 | 4 | 8   | +4  | 31 |
| Marek Zagrapan     | Slowakei   | 6  | 4 | 4 | 8   | +9  | 8  |
| Morten Madsen      | Dänemark   | 6  | 3 | 5 | 8   | +5  | 2  |

#### Beste Torhüter
Abkürzungen: GP = Spiele, TOI = Eiszeit (in Minuten), GA = Gegentore, SO = Shutouts, Sv% = gehaltene Schüsse (in %), GAA = Gegentorschnitt; Fett: Turnierbestwert
| Spieler        | Mannschaft | GP | TOI    | GA | SO | Sv%   | GAA  |
| -------------- | ---------- | -- | ------ | -- | -- | ----- | ---- |
| Marek Schwarz  | Tschechien | 7  | 419:21 | 9  | 1  | 93,92 | 1,29 |
| Cory Schneider | USA        | 6  | 350:31 | 10 | 1  | 92,91 | 1,71 |
| Tuukka Rask    | Finnland   | 5  | 298:42 | 8  | 1  | 92,73 | 1,61 |
| Devan Dubnyk   | Kanada     | 6  | 356:50 | 12 | 1  | 91,72 | 2,02 |
| Anton Chudobin | Russland   | 6  | 360:00 | 13 | 0  | 91,45 | 2,17 |

### Abschlussplatzierungen
| Pl. | Team       |
| --- | ---------- |
| 1   | Russland   |
| 2   | USA        |
| 3   | Tschechien |
| 4   | Kanada     |
| 5   | Schweden   |
| 6   | Slowakei   |
| 7   | Finnland   |
| 8   | Dänemark   |
| 9   | Belarus    |
| 10  | Norwegen   |

### Titel, Auf- und Abstieg
| Weltmeister Russland | Alexander Aksjonenko, Anton Below, Jewgeni Birjukow, Anton Chudobin, Adgur Dschugelija, Rinat Ibragimow, Alexei Jemelin, Michail Junkow, Sergei Karetin, Iwan Kassutin, Nikolai Kuljomin, Enwer Lissin, Kirill Ljamin, Jewgeni Malkin, Sergei Ogorodnikow, Denis Parschin, Alexander Pljuschtschew, Alexander Radulow, Sergei Salnikow, Sergei Schirokow, Dmitri Schitikow, Roman Woloschenko Trainer: Waleri Bragin |

| Silber USA | Matt Auffrey, Brett Bevis, Mike Brennan, Nathan Davis, Jason DeSantis, Jeff Frazee, Tom Fritsche, Nathan Gerbe, Joe Grimaldi, Nate Hagemo, Jack Johnson, Zach Jones, Phil Kessel, Chad Kolarik, Bryan Lerg, Jarod Palmer, Geoff Paukovich, Kevin Porter, Brandon Scero, Cory Schneider, Jack Skille, Kevin Swallow Trainer: John Hynes |

| Bronze Tschechien | Zdeněk Bahenský, Stanislav Balán, Michal Birner, Jan Daneček, Michael Frolík, Michal Gulaši, Karel Hromas, David Krejčí, Jakub Lev, Adam Lukačovič, Tomáš Mertl, Jaroslav Mrázek, Roman Polák, Michal Pšurný, Roman Pšurný, Marek Schwarz, Jakub Šindel, Ondřej Šmach, Ladislav Šmíd, Radek Smoleňák, Vladimír Sobotka, Lubomír Štach Trainer: Jaromír Šindel |

| Absteiger in die Division I:    | Norwegen, Belarus    |
| Aufsteiger in die Top-Division: | Deutschland, Schweiz |

### Auszeichnungen

#### Spielertrophäen
| Auszeichnung       | Spieler        | Team       |
| ------------------ | -------------- | ---------- |
| Bester Torhüter    | Marek Schwarz  | Tschechien |
| Bester Verteidiger | Zach Jones     | USA        |
| Bester Stürmer     | Jewgeni Malkin | Russland   |

#### All-Star-Team
| Angriff:      | Liam Reddox – Jewgeni Malkin – Phil Kessel |
| Verteidigung: | Andy Rogers – Ladislav Šmíd                |
| Tor:          | Anton Chudobin                             |

## Division I

### Gruppe A in Amstetten, Österreich
| Teams         | SUI  | SLO | AUT | LAT  | POL | ROM  | Tore  | Pkt.  |
| ------------- | ---- | --- | --- | ---- | --- | ---- | ----- | ----- |
| 1. Schweiz    |      | 6:2 | 4:1 | 6:2  | 7:4 | 12:1 | 35:10 | 10: 0 |
| 2. Slowenien  | 2:6  |     | 7:2 | 3:3  | 2:1 | 6:1  | 20:13 | 7: 3  |
| 3. Österreich | 1:4  | 2:7 |     | 6:3  | 4:3 | 8:1  | 21:18 | 6: 4  |
| 4. Lettland   | 2:6  | 3:3 | 3:6 |      | 5:2 | 14:0 | 27:17 | 5: 5  |
| 5. Polen      | 4:7  | 1:2 | 3:4 | 2:5  |     | 2:2  | 12:20 | 1: 9  |
| 6. Rumänien   | 1:12 | 1:6 | 1:8 | 0:14 | 2:2 |      | 5:42  | 1: 9  |

#### Division-I-Siegermannschaft: Schweiz
| Division-I-Aufsteiger Schweiz | Simon Bachmann, Matthias Bieber, Eric Blum, Dario Bürgler, Alessandro Chiesa, Raphael Diaz, Leonardo Genoni, Jordane Hauert, Mathias Joggi, Florian Kindschi, Simon Lüthi, Jonathan Mercier, Stephan Moser, Alexandre Posse, Joël Sassi, Micha Schär, Roman Schild, Nico Spolidoro, Julien Sprunger, Janick Steinmann, Vladimir Villard, Julian Walker Trainer: Charly Oppliger |

### Gruppe B in Asiago, Italien
| Teams          | GER  | JPN  | ITA | KAZ  | FRA | KOR | Tore  | Pkt.  |
| -------------- | ---- | ---- | --- | ---- | --- | --- | ----- | ----- |
| 1. Deutschland |      | 11:4 | 7:1 | 10:4 | 2:1 | 8:2 | 38:12 | 10: 0 |
| 2. Japan       | 4:11 |      | 2:1 | 2:1  | 2:0 | 4:1 | 14:14 | 8: 2  |
| 3. Italien     | 1:7  | 1:2  |     | 3:2  | 4:4 | 5:1 | 14:16 | 5: 5  |
| 4. Kasachstan  | 4:10 | 1:2  | 2:3 |      | 3:2 | 2:2 | 12:19 | 3: 7  |
| 5. Frankreich  | 1:2  | 0:2  | 4:4 | 2:3  |     | 7:2 | 14:13 | 3: 7  |
| 6. Südkorea    | 2:8  | 1:4  | 1:5 | 2:2  | 2:7 |     | 8:26  | 1: 9  |

#### Division-I-Siegermannschaft: Deutschland
| Division-I-Aufsteiger Deutschland | Michael Baindl, David Cespiva, Simon Danner, Robert Dietrich, Thomas Greiss, Christoph Gawlik, Nikolai Goc, Philip Gogulla, Philipp Haug, Michael Hrstka, Justin Krueger, Norman Martens, Moritz Müller, Florian Ondruschka, Thomas Pielmeier, Daniel Pietta, Anton Saal, André Schietzold, Philipp Schlager, Mats Schöbel, Thomas Wilhelm, Youri Ziffzer Trainer: Jim Setters |

### Auf- und Absteiger
| Aufsteiger in die WM-Gruppe:  | Deutschland, Schweiz    |
| Absteiger aus der WM-Gruppe:  | Norwegen, Belarus       |
| Absteiger aus der Division I: | Südkorea, Rumänien      |
| Aufsteiger in die Division I: | Ukraine, Großbritannien |

## Division II

### Gruppe A in Debrecen, Ungarn
| Teams          | UKR  | HUN  | NED  | ESP  | ISL  | BEL  | Tore  | Pkt.  |
| -------------- | ---- | ---- | ---- | ---- | ---- | ---- | ----- | ----- |
| 1. Ukraine     |      | 5:2  | 11:1 | 11:2 | 21:0 | 14:2 | 62: 7 | 10: 0 |
| 2. Ungarn      | 2:5  |      | 5:5  | 8:1  | 13:4 | 13:3 | 41:18 | 7: 3  |
| 3. Niederlande | 1:11 | 5:5  |      | 9:6  | 11:1 | 15:1 | 41:24 | 7: 3  |
| 4. Spanien     | 2:11 | 1:8  | 6:9  |      | 9:5  | 3:3  | 21:36 | 3: 7  |
| 5. Island      | 0:21 | 4:13 | 1:11 | 5:9  |      | 4:3  | 14:57 | 2: 8  |
| 6. Belgien     | 2:14 | 3:13 | 1:15 | 3:3  | 3:4  |      | 12:49 | 1: 9  |

### Gruppe B in Elektrėnai und Kaunas, Litauen
| Teams                 | GBR  | EST  | CRO | LTU | SEM  | AUS  | Tore  | Pkt.  |
| --------------------- | ---- | ---- | --- | --- | ---- | ---- | ----- | ----- |
| 1. Großbritannien     |      | 2:1  | 7:1 | 2:1 | 5:3  | 14:0 | 30: 6 | 10: 0 |
| 2. Estland            | 1:2  |      | 5:1 | 4:2 | 10:0 | 15:1 | 35: 6 | 8: 2  |
| 3. Kroatien           | 1:7  | 1:5  |     | 4:1 | 5:1  | 6:0  | 17:14 | 6: 4  |
| 4. Litauen            | 1:2  | 2:4  | 1:4 |     | 4:3  | 2:2  | 10:15 | 3: 7  |
| 5. Serbien-Montenegro | 3:5  | 0:10 | 1:5 | 3:4 |      | 5:2  | 12:26 | 2: 8  |
| 6. Australien         | 0:14 | 1:15 | 0:6 | 2:2 | 2:5  |      | 5:42  | 1: 9  |

### Auf- und Absteiger
| Aufsteiger in die Division I:  | Ukraine, Großbritannien |
| Absteiger aus der Division I:  | Südkorea, Rumänien      |
| Absteiger aus der Division II: | Australien, Belgien     |
| Aufsteiger in die Division II: | Mexiko, Südafrika       |

## Division III
in Sofia, Bulgarien
| Teams                  | MEX  | RSA  | NZL  | BUL | ISR  | TUR  | BIH  | Tore  | Pkt. |
| ---------------------- | ---- | ---- | ---- | --- | ---- | ---- | ---- | ----- | ---- |
| 1. Mexiko              |      | 4:2  | 2:0  | 6:1 | 10:0 | 9:0  | 10:1 | 41:4  | 12:0 |
| 2. Südafrika           | 2:4  |      | 2:2  | 6:0 | 6:4  | 10:1 | 14:0 | 40:11 | 9:3  |
| 3. Neuseeland          | 0:2  | 2:2  |      | 4:1 | 3:1  | 8:0  | 11:0 | 28:6  | 9:3  |
| 4. Bulgarien           | 1:6  | 0:6  | 1:4  |     | 7:1  | 6:3  | 7:2  | 22:22 | 6:6  |
| 5. Israel              | 0:10 | 4:6  | 1:3  | 1:7 |      | 4:1  | 5:1  | 15:28 | 4:8  |
| 6. Türkei              | 0:9  | 1:10 | 0:8  | 3:6 | 1:4  |      | 7:3  | 12:40 | 2:10 |
| 7. Bosnien-Herzegowina | 1:10 | 0:14 | 0:11 | 2:7 | 1:5  | 3:7  |      | 7:54  | 0:12 |

### Auf- und Absteiger
| Aufsteiger in die Division II: | Mexiko, Südafrika   |
| Absteiger aus der Division II: | Australien, Belgien |